# Rosaprostolo
Il rosaprostolo è una prostaglandina sintetica che viene utilizzata per la prevenzione delle ulcere gastriche indotte dai farmaci anti-infiammatori non steroidei (FANS). Le proprietà farmacologiche sono simili a quelle del misoprostolo .

## Farmacodinamica
Rosaprostolo esercita un'azione citoprotettiva ed antisecretoria sulla mucosa gastrica ed intestinale. L'attività citoprotettiva è forse da ricondursi alla stimolazione di normali meccanismi fisiologici quali un miglioramento del microcircolo, un'aumentata produzione e vantaggiosa modificazione del muco e un aumento della secrezione di bicarbonati. Inoltre il composto, come altre prostaglandine di tipo E (PGE) stimola il flusso ematico a livello della mucosa favorendo la guarigione dell'ulcera. 
Probabilmente rosaprostolo riduce anche la secrezione acida gastrica per mezzo di un'azione inibente sulle cellule parietali.

## Farmacocinetica
In seguito a somministrazione per via orale di 500 mg il farmaco viene ben assorbito dal tratto gastrointestinale. La concentrazione plasmatica massima (Cmax) viene raggiunta nell'arco di 3-4 ore. Il rosaprostolo si distribuisce rapidamente nei fluidi dell'organismo e nei tessuti biologici. L'emivita plasmatica è pari a 4,8 ore. Nell'organismo il composto viene metabolizzato attraverso reazioni di ossidazione. L'eliminazione avviene grazie all'emuntorio renale in forma di metaboliti.

## Tossicologia
Studi sperimentali sugli animali (topo e ratto) hanno messo in evidenza valori della DL50, dopo somministrazione orale, pari a circa 3 g/kg peso corporeo e superiori a 5 g/kg, rispettivamente.

## Usi clinici
Il rosaprostolo trova indicazione soprattutto come citoprotettore, sia nella prevenzione di ulcere gastroduodenali indotte da farmaci anti-infiammatori non steroidei (FANS) o corticosteroidi, sia nella terapia delle gastriti, ulcere peptiche (gastriche e duodenali) indotte dalle medesime sostanze.

## Dosi terapeutiche
Il rosaprostolo viene somministrato, per via orale, a dosi di carico di 500 mg, 4 volte al giorno, prima dei pasti e al momento di coricarsi. 
Il trattamento deve essere proseguito per almeno 6 settimane, anche nel caso si dovessero registrare dei miglioramenti della sintomatologia in tempi più rapidi.

## Effetti collaterali e indesiderati
Il rosaprostolo può causare nausea, vomito, diarrea, stipsi, cefalea. 
Studi su animali hanno evidenziato che il farmaco può produrre broncocostrizione e non dovrebbe quindi essere somministrato nei pazienti affetti da asma bronchiale.

## Controindicazioni
Il farmaco è controindicato nei soggetti con ipersensibilità individuale nota al principio attivo, a molecole correlate chimicamente oppure ad uno qualsiasi degli eccipienti utilizzati nella formulazione farmaceutica. È inoltre controindicato nelle donne in stato di gravidanza e in quelle che allattano al seno.